# 黃寶羅
黃寶羅（1983年10月2日—），韓國女演員。

## 個人生活
黃寶羅與演員車賢宇於2014年7月公開承認已交往1年，兩人於2022年7月宣佈結婚，於11月舉行婚禮；2024年两人第一个孩子出生。

## 演出作品

### 電視劇
- 2002年：SBS《開朗少女成功記》飾演 Ruby
- 2004年：SBS《新人間市場》
- 2004年：SBS《土地》
- 2005年：MBC《律師們》
- 2005年：MBC《秘密男女》
- 2005年：MBC《彩虹羅曼史》飾演 黃寶羅
- 2005年：SBS《My Girl》飾演 安真心
- 2008年：KBS《戀愛結婚》飾演 金順英
- 2010年：MBC《Road No. 1》
- 2010年：SBS《微笑，媽媽》飾演 金微笑
- 2011年：MBC《危險的女人》飾演 姜曉蘿
- 2012年：KBS《愛情雨》飾演 黃仁淑
- 2012年：MBC《阿娘使道傳》飾演 鈴鐺
- 2013年：JTBC《老大》飾演 朴舜今
- 2014年：MBC《心懷叵測的恢單女》飾演 姜敏英
- 2014年：MBC《Mr.Back》飾演 劉蘭熙
- 2016年：JTBC《玉氏南政基》飾演 張美利
- 2016年：MBC《吹吧，美風啊》飾演 趙熙羅
- 2016年：tvN《我家也有大明星》飾演 服飾店老闆
- 2017年：KBS《三流之路》飾演 朴燦淑
- 2017年：MBC《時尚媽咪》飾演 具薛秀智
- 2018年：KBS《我們遇見的奇蹟》飾演 宋史蘭
- 2018年：tvN《金秘書為何那樣》飾演 奉世拉
- 2019年：tvN《觸及真心》飾演 黃妍斗
- 2019年：SBS《VAGABOND》飾演 孔華淑
- 2020年：SBS《Hyena》飾演 沈宥美
- 2020年：JTBC《雙甲路邊攤》飾演 春香
- 2020年：KBS《喪屍偵探》飾演 孔善英
- 2021年：KBS《達利和馬鈴薯湯》飾演 呂美里
- 2022年：SBS《社內相親》飾演 記者黃寶羅
- 2022年：Disney+《第六感之吻》飾演 張嚴智
- 2023年：tvN《浪漫速成班》飾演 李美玉
- 2023年：JTBC《戀愛不可抗力》飾演 正民（特別出演）
- 2024年：TVING《黑幫的我成了高中生》飾演李美京

### 電影
- 2007年：《Shim's Family（朝鲜语：좋지 아니한가）》
- 2008年：《Radio days》
- 2008年：《惡緣，踏上通往地獄的列車》
- 2009年：《The Relation Of Face,Mind And Love》
- 2010年：《注文津》
- 2010年：《吝嗇羅曼史》
- 2014年：《Navigation》
- 2014年：《許三觀》
- 2016年：《偵探洪吉童：消失的村莊》
- 2017年：《小市民》
- 2018年：《Trade Love》
- 2019年：《怎麼就，結婚了（朝鲜语：어쩌다, 결혼）》飾演 美妍
- 2023年：《恶魔们》饰演 美善（友情出演）
- 待定：《高考，出題的秘密》饰演 罗恩美

### MV
- 2005年：F&F《掙扎》
- 2010年：By Girl《我的名字叫女人》

## 外部連結
- NAVER （页面存档备份，存于）
- 黃寶羅的Instagram帳戶
- 黃寶羅-BLOG （页面存档备份，存于）